# Grugé-l'Hôpital
Grugé-l'Hôpital és un municipi francès situat al departament de Maine i Loira i a la regió de País del Loira. L'any 2007 tenia 287 habitants.

## Demografia

### Població
El 2007 la població de fet de Grugé-l'Hôpital era de 287 persones. Hi havia 113 famílies de les quals 27 eren unipersonals (15 homes vivint sols i 12 dones vivint soles), 43 parelles sense fills i 43 parelles amb fills.
La població ha evolucionat segons el següent gràfic:
Habitants censats

### Habitatges
El 2007 hi havia 128 habitatges, 109 eren l'habitatge principal de la família, 12 eren segones residències i 7 estaven desocupats. 127 eren cases i 1 era un apartament. Dels 109 habitatges principals, 80 estaven ocupats pels seus propietaris, 28 estaven llogats i ocupats pels llogaters i 1 estava cedit a títol gratuït; 4 tenien dues cambres, 13 en tenien tres, 28 en tenien quatre i 65 en tenien cinc o més. 75 habitatges disposaven pel capbaix d'una plaça de pàrquing. A 44 habitatges hi havia un automòbil i a 56 n'hi havia dos o més.

### Piràmide de població
La piràmide de població per edats i sexe el 2009 era:
| Homes | Edats   | Dones |
| ----- | ------- | ----- |
| 0     | 95 o +  | 0     |
| 0     | 90 a 94 | 0     |
| 4     | 85 a 89 | 4     |
| 0     | 80 a 84 | 4     |
| 8     | 75 a 79 | 8     |
| 4     | 70 a 74 | 4     |
| 4     | 65 a 69 | 4     |
| 4     | 60 a 64 | 12    |
| 0     | 55 a 59 | 4     |
| 8     | 50 a 54 | 0     |
| 4     | 45 a 49 | 8     |
| 12    | 40 a 44 | 8     |
| 16    | 35 a 39 | 12    |
| 12    | 30 a 34 | 12    |
| 12    | 25 a 29 | 12    |
| 0     | 20 a 24 | 8     |
| 8     | 15 a 19 | 4     |
| 8     | 10 a 14 | 16    |
| 24    | 5 a 9   | 4     |
| 12    | 0 a 4   | 12    |

## Economia
El 2007 la població en edat de treballar era de 182 persones, 135 eren actives i 47 eren inactives. De les 135 persones actives 125 estaven ocupades (65 homes i 60 dones) i 10 estaven aturades (5 homes i 5 dones). De les 47 persones inactives 13 estaven jubilades, 16 estaven estudiant i 18 estaven classificades com a «altres inactius».

### Ingressos
El 2009 a Grugé-l'Hôpital hi havia 112 unitats fiscals que integraven 304 persones, la mediana anual d'ingressos fiscals per persona era de 12.611,5 €.

### Activitats econòmiques
Dels 16 establiments que hi havia el 2007, 2 eren d'empreses extractives, 3 d'empreses de construcció, 4 d'empreses de comerç i reparació d'automòbils, 2 d'empreses financeres, 2 d'empreses immobiliàries, 2 d'empreses de serveis i 1 d'una entitat de l'administració pública.
Els 2 serveis als particulars que hi havia el 2009 eren fusteries.
L'any 2000 a Grugé-l'Hôpital hi havia 21 explotacions agrícoles que ocupaven un total de 1.027 hectàrees.

## Equipaments sanitaris i escolars
El 2009 hi havia una escola elemental.

## Poblacions més properes
El següent diagrama mostra les poblacions més properes.